# 蒂约
蒂约（法語：Thieux，法語發音：[tjø] ⓘ）是法国塞纳-马恩省的一个市镇，属于莫城区。

## 地理
蒂约（49°0'36"N, 2°40'3"E）面积12.07 平方千米，位于法国法蘭西島大區塞纳-马恩省，该省份为法国北部内陆省份，北起瓦兹省，西接埃松省、马恩河谷省、塞纳-圣但尼省和瓦兹河谷省，南至卢瓦雷省，东南接约讷省，东临马恩省和奥布省，东北接埃纳省。
与蒂约接壤的市镇（或旧市镇、城区）包括：孔庞、达马尔坦昂戈埃勒、瑞伊、勒梅尼勒阿姆洛、楠图耶、圣马尔、圣梅姆。

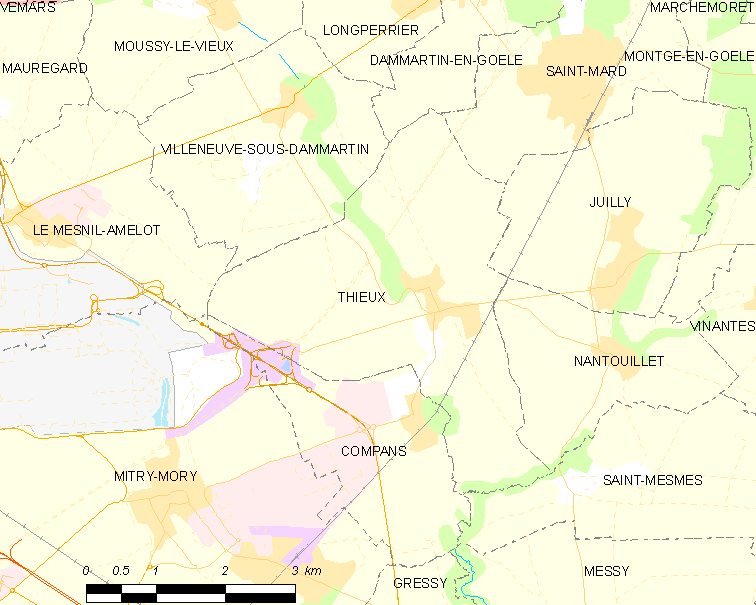
蒂约的OSM定位图

蒂约的时区为UTC+01:00、UTC+02:00（夏令时）。

## 行政
蒂约的邮政编码为77230，INSEE市镇编码为77462。

## 政治
蒂约所属的省级选区为米特里-莫里县。

## 人口

1962-2008年间蒂约人口变化图示

蒂约于2022年1月1日时的人口数量为905人。